# Tržišni trend
Tržišni trend je uočena tendencija tržišta novca da se tokom vremena kreće u određenom pravcu. Ovi trendovi klasifikovani su kao trajni za duži vremenski period, primarni za srednji i sekundarni za kratki vremenski period. Trgovci pokušavaju da prepoznaju tržišne trendove koristeći tehničke analize, što predstavlja okvire koji označavaju trgovniske trendove kao predvidivu cenovnu tendenciju u sklopu tržišta, kada cena dostiže stepen podrške i odbijanja koja se menja tokom vremena.
Trend se tek kasnije može odrediti s obzirom na to da nam ni u jednom trenutku nisu poznate cene u budućnosti.

## Tržišna terminologija
Termin „bikovo tržište“ i „medveđe tržište“ opisuju trendove koji se kreću naviše i naniže, tim redom, i mogu se koristiti da opišu čitavo tržište ili određene sektore i hartije od vrednosti. Ime možda i odgovara činjenici da bik napada podižući svoje rogove, dok se medved spusti i napada tako što spušta svoje šape.

## Trajni trendovi
Trajni tržišni trend je dugoročan trend koji traje od 5 do 25 godina i sadrži serije primarnih trendova. Trajno medveđe tržište se sastoji od manjih bikovih tržišta i većih medveđih tržišta. Trajno bikovo tržište sastoji se od većih bikovih tržišta i manjih medveđih tržišta.
Na trajnom bikovom tržištu vodeći trend je „bulish“ ili kretanje naviše. Berza Sjedinjenih Američkih država je opisana kao trajno bikovo tržište od 1983. do 2000. (ili 2007), sa nekoliko potresa uključujući pad berze 1987. i tržišni kolaps 2000-2002. koji je izazvan dot-com mehurom.
Na trajnom medveđem tržištu vodeći trend je „bearish“ ili kretanje naniže. Primer trajnog medveđeg tržišta se dogodio sa zlatom i trajao od januara 1980. do juna 1999, dostigao je vrhunac sa Brown Bottom-om.Tokom ovog perioda tržišna cena zlata, pala je sa visokih 30 $ po gramu na $9 po gramu, to je bio deo Velike robne krize.

## Primarni trendovi
Primarni trend ima široku podršku na celom tržištu (većina sektora) i traje godinu ili više dana.

### Bikovo tržište (Bull tržište)
Bikovo tržište je period kada cene uglavnom rastu. Početak bikovog tržišta obeležen je široko rasprostranjenim pesimizmom. Ova tačka predstavlja vreme kada je najvećim delom zastupljen trend naniže. Osećaj malodušnosti pretvara se u nadu, optimizam i naposletku u euforiju, kako bikovo tržište ide svojim tokom. Obično ovo vodi ekonomski ciklus u potpunu recesiju.
Analiza berzanskih podataka kompanije Morningstar za period od 1926. do 2014. pokazala je da je tipično bikovo tržište trajalo 8,5 godina sa prosečnim kumulativnim dohotkom od 458%, dok prihodi bikovog tržišta na godišnjem nivou idu od 14,9% do 34,1%.

#### Primeri:
U Indiji, indeks Bombajskog kursa berze,''BSE SENSEX'', 5 godina imao je ogromni rastući tržišni trend u periodu od aprila 2003. do januara 2008, kada je porastao sa 2900 bodova na 21 000 bodova, što je više od 600% prinosa u periodu od 5 godina.
Bikovo tržište značajno je obeležilo periode 1925-1929, 1953–1957 kao i 1993–1997, kada su berze Ujedinjenih nacija, kao i mnoge druge, porasle. Prvi period završio se iznenada i doveo do Velike depresije, dok su se ostali završavali postepeno i postali veliko medveđe tržište.(pogledati: Recesija iz 1960-61 i Dot-com mehur iz 2000-2001)

### Medveđe tržište (bear tržište)
Medveđe tržište je opadanje berze u toku nekog određenog vremenskog perioda. Predstavlja prelazak sa velikog nivoa optimizma investitora na široko rasprostranjeni strah i pesimizam investitora. Prema Vanguard Grupi: „Iako ne postoji tačna definicija medveđeg tržišta, jedna od opšte prihvaćenih mera je da to predstavlja pad cena od 20% ili više u periodu od najmanje dva meseca.“
Manji pad od 10% do 20% smatra se popravkom. Jednom kada tržište uđe u popravku ili opadajući tržišni period, ne smatra se da ga je napustilo sve dok ne dostigne novi maksimum.
Analiza berzanskih podataka kompanije Morningstar za period od 1926. do 2014. pokazala je da je tipično medveđe tržište trajalo 1,3 godinu, sa prosečnim kumulativnim gubitkom od -41%, dok godišnji pad za medveđe tržište ide od -19.7% do -47%.

#### Primeri:
Medveđe tržište je usledilo nakon kraha Vol Strita 1929. godine i obrisalo 89% (od 386 do 40) tržišne kapitalizacije Industrijskog indeksa Dau Džounsa do jula 1932, čime započinje Velika depresija. Nakon povratka skoro 50% njegovih gubitaka, javlja se duže medveđe tržište od 1937. do 1942. gde je ono ponovo prepolovljeno. Još jedno dugoročno medveđe tržište javlja se između 1973. i 1982. godine, koje obuhvata energetsku krizu iz 1970-tih i visoku stopu nezaposlenosti ranih 1980-tih. Takodje, javlja se još jedno medveđe tržište između marta 2000. i oktobra 2002. Skoriji primeri su se dogodili između oktobra 2007. i marta 2009. kao posledica finansijske krize iz 2007-2008.

### Vrh tržišta
Vrh tržišta obično nije neki uznemirujući događaj. Jednostavno, tržište je dostiglo svoju najvišu tačku koju će imati u nekom periodu (obično nekoliko godina). Zbog toga što učesnici tržišta nisu svesni toga onda kada se dogodi, vrhunac se prepoznaje naknadno. Zbog toga cene tek naknadno padaju brže ili sporije.
Vilijam J. O'Nil i kompanija izveštaju da od 1950-ih, tržišni vrh je okarakterisan sa tri do pet dana distribucije u glavnom tržišnom indeksu čije je dešavanje kratkoročno. Distribucija je pad cene većeg obima nego u prethodnom periodu.

#### Primeri:
Vrhunac dot-com mehura ( izmereno NASDAQ-100-om) dogodio se 24. marta 2000. Vrhunac indeksa dostignut je na 4,704.73. NASDAQ je dostigao vrhunac na 5,132.50, a S&P 500 na 1525.20.
Skorašnji vrhunac širokog tržišta Ujedinjenih nacija dostignut je 9. oktobra 2007. godine. Tada je S&P 500 iznosio 1,565, a Nasdaq 2861.50.

### Dno tržišta
Dno tržišta je suprotni trend, kraj usporavanja tržišta i početak uzlaznog trenda (bikovog tržišta).
Veoma je teško prepoznati dno (kao što investitori kažu "biranje dna") dok se to dešava. Porast nakon pada često je kratkog daha i cene bi mogle da nastave svoj pad. To bi predstavljalo gubitak za investitora koji je kupio akcije za vreme pogrešno procenjenog ili lažnog dna tržišta .
Kako se navodi, Baron Rotšild je savetovao da je najbolje vreme da se kupuje kada postoji takozvana "krv na ulicama ", odnosno kada su tržišta primetno opala i kada je stav investitora izuzetno negativan. 

#### Primeri:
Neki od primera tržišnog dna, u smislu završne vrednosti industrijskog proseka Dau Džounsa (DJIA) obuhvataju:
- Industrijski prosek Dau Džouns dostigao je dno sa 1738,74, 19. oktobra 1987, kao rezultat pada sa 2722,41 koji se dogodio 25. avgusta 1987. godine. Ovaj dan je nazvan Crni Ponedeljak . 

- Dno sa 7286,27 je dostignuto na DJIA 9. oktobra 2002, zbog pada sa 11722,98, 14 januara 2000. To je uključivalo srednje dno od 8235,81 21. septembra 2001 (14% promena od 10. septembra), koje je dovelo do srednjeg vrha 10635,25, 19 marta 2002 . "Tehnički-teški " NASDAQ je opao za više od 79%, sa svog vrha od 5132 (10. mart 2000.) na svoje dno od 1108 (10. oktobar 2002).

- Dno sa 6.440,08 (DJIA) 9. marta 2009 dostignuto je posle pada povezanog sa pretpremijernom krizom hipoteka počev od 14164,41, 9. oktobra 2007. 

## Sekundarni trendovi
Sekundarni trendovi su kratkotrajne promene u kretanju cena u primarnim trendovima.One mogu trajati nekoliko nedelja ili nekoliko meseci.
Takva kratkotrajna promena, može biti nazvana i tržišna ispravka. Ispravka je kratkotrajno sniženje cena od 5% do 20% ili slično. Primer ovoga desio se u periodu od aprila do juna 2010, kada je S&P 500 pao sa 1200 na čak 1000. Neki su čak i nazivali ovo krajem bikovog tržišta i početkom medveđeg tržišta, ali zapravo nije bilo tako i tržište se opet vratilo kao što je i bilo. Ispravka je silazna putanja koja nije dovoljno velika da bi postala medveđe tržište (pad akcija na berzi).
Slično tome, medveđa tržišna trka (nekad poznata kao i trka naivčina ili skok mrtve mačke) je povećanje u cenama od 10% do 20% ili slično pre nego što opet padnu. Medveđe tržišne trke desile su se u indeksu Dau Džouns nakon pada berze 1929, što je dovelo do tržišnog dna 1932. kao i krajem 1960-ih i početakom 1970-ih.Japanski Nikkei 225 je pratio brojne medveđe tržišne trke od krajnjih 1980-ih dok mu se dešavao celokupni dugoročni silazni tržišni trend.

## Uzroci
Cenu imovine, kao što su akcije određuju ponuda i tražnja. Po definiciji, tržište balansira između kupaca i prodavaca, tako da je nemoguće imati "više kupaca nego prodavaca" ili obrnuto, iako je to uobičajen izraz. Pri porastu tražnje, kupci će povećati cenu koju su spremni da plate, dok će prodavci povećati cenu koju žele da dobiju. Pri porastu u ponudi, suprotno se dešava.
Ponuda i tražnja se menjaju onda kada investitori pokušavaju da zamene raspodelu svojih investicija između vrsta imovine. Na primer, u jednom trenutku, investitori će želeti da se novac premesti sa državnih obveznica na "tehnološke" akcije, ali će uspeti samo ako je neko drugi spreman da kupi vladine obveznice od njih. U nekom kasnijem periodu, oni mogu pokušati da premeste novac sa "tehnoloških" akcija na vladine obveznice. U svakom od navedenih slučaja, to će uticati na cenu i jedne i druge vrste imovine.
U idealnom slučaju, investitori bi želeli da kupe po niskoj ceni i prodaju po visokoj, ali im se može desiti i obrnuto. Suprotni investitori i trgovci pokušavaju da "izblede" akcije investitora (kupuju kada oni prodaju, prodaju kada oni kupuju). Vreme kada mnogi investitori prodaju akcije je poznato kao distribucija, dok je vreme kada mnogi investitori kupuju akcije poznato kao akumulacija.
Prema standardnoj teoriji, smanjenje cena će dovesti do manje ponude i dodatne tražnje, dok će povećanje cena uraditi suprotno. Ovo funkcioniše dobro za većinu sredstava, ali to često drugačija funkcioniše za akcije, zbog greške koju mnogi investitori prave tako što kupuju po visokoj ceni u stanju euforije i prodaju po niskoj u stanju straha i panike, kao rezultat instinkta većine. U slučaju da povećanje cena dovodi do povećanja tražnje, odnosno smanjenje cena izaziva povećanje ponude, ovo uništava očekivane negativne povratne informacije i cene će biti nestabilne.  To se može videti u obliku mehura ili kraha.

## Stav investitora
Stav investitora je suprotan pokazatelj berze. Kada veliki deo investitora izražava medveđe (negativno) raspoloženje, neki analitičari smatraju da je to jak znak da kraj tržišta može biti blizu. Smatra se da je prediktivna sposobnost takvog znaka (vidi još stav investitora) najveća kada stav investitora dostiže krajnje vrednosti. Pokazatelji, kojima se meri osećaj investitora, mogu uključivati: 
David Hiršifer vidi u tom trendu pojavu staze koja počinje sa nedovoljnom reakcijom, a završava se preteranom reakcijom investitora/trgovaca.
- Investitorski obaveštajni indeks osećanja: ako je odnos između broja bikova i broja medveda (% bikova − % medveda) blizu istorijski niskog, to može da ukazuje na dno. Broj ispitanih medveda obično premašuje broj bikova. Međutim, ako je broj bikova izuzetno visok, a broj medveda je, istorijski, izuzetno nizak možda je došlo do najvišeg tržišta ili je blizu toga. Ova kontramera je pouzdanija za svoj slučajan tajming na tržišnom dnu, nego na vrhu.
- Američki savez individualnih investitora (ASVE) pokazatelj osećanja. Mnogi smatraju da je maksimum opadanja već nastao kada ovaj pokazatelj daje rezultate od -15% ili manje.
- Ostali pokazatelji osećanja uključuju odnos Nova-Ursa fondova, niska kamatna stopa/ukupna tržišna kretanja i odnos prodaja/kupovina.